# Ubeimar Delgado
Jorge Ubeimar Delgado Blandón (Riofrío, 15 de octubre de 1952) es un político conservador colombiano. Fue elegido como gobernador del departamento del Valle del Cauca, el 1 de julio de 2012 en elecciones atípicas para reemplazar al destituido Héctor Fabio Useche y tomó posesión del cargo el 6 de julio de 2012. Previamente había sido concejal de Cali, representante y senador.

## Trayectoria
Delgado Blandón trabajó como auditor en la Gobernación del Valle del Cauca y en la empresa de energía de Cali (EMCALI) durante más de 15 años; a partir de 1988 se dedicó enteramente a la política, desde el Partido Conservador al que ya pertenecía.
En 1992 es elegido concejal de Cali, reelecto en 1994; siempre actuando junto al parlamentario Francisco José Murgueitio, se convirtió en su fórmula como candidato a la Cámara de Representantes cuando éste aspiró al Senado de la República en las elecciones de marzo de 1998; ambos obtuvieron un escaño. En 2002, compaginando su trabajo nuevamente con Murgueitio, obtienen la reelección.
En las elecciones de 2006 Ubeimar Delgado obtiene un escaño en el Senado y el 20 de julio de 2007 es elegido Primer Vicepresidente del Senado de la República. En octubre del 2008 es elegido miembro del Directorio Nacional Conservador.

### Congresista de Colombia
En las elecciones legislativas de Colombia de 1998, Delgado Blandón fue elegido miembro de la Cámara de Representantes de Colombia con un total de 40.657 votos. Posteriormente en las elecciones legislativas de Colombia de 2002, Delgado Blandón fue elegido miembro de la Cámara con un total de 41.102 votos.
En las elecciones legislativas de Colombia de 2006, Delgado Blandón fue elegido senador de la república de Colombia con un total de 46.013 votos.

#### Iniciativas
El legado legislativo de Ubeimar Delgado Blandón se identificó por su participación en las siguientes iniciativas desde el congreso:

- Proveer seguridad social a los deportistas y establece financiación entre sector público y privad (Archivado).[8]
- Crear la estampilla Prodesarrollo de la Unidad Central del Valle del Cauca - UCEVA (Aprobado).[9]
- Reconocer como enfermedades catastróficas, de alto costo o ruinosas a las enfermedades huérfanas y adoptar normas tendientes a la protección por parte del estado colombiano a la población que padece enfermedades huérfanas (Aprobados).[10]
- Instaurar de la circunscripción territorial, otorgando cuando mínimo, una curul en el Senado a cada uno de los departamentos y al Distrito Capital (Archivado).[11]
- Organizar como distritos especiales (Santiago de Cali y Medellín distritos especiales, turísticos, industriales y culturales) (Archivado).[12]
- Establecer el Pico y Placa para todo el territorio nacional (Retirado).[13]
- Autorizar apropiaciones presupuestales para la ejecución de obras en el municipio de El Dovio, departamento del Valle del Cauca, con motivo de la vinculación de la Nación y el Congreso de la República al primer cincuentenario de su fundación (Aprobado).[14]
- Autorizar apropiaciones presupuestales para la ejecución de obras en el municipio de Calima El Darién, departamento del Valle del Cauca, con motivo de la vinculación de la Nación y el Congreso de la República al primer cincuentenario de su fundación (Aprobado).[15]
- Otorgar a Santiago de Cali, el lugar que le corresponde en el contexto nacional como Distrito Turístico, Cultural e Industrial (Archivado).[16]

### Candidatura a la Gobernación del Valle del Cauca
Desde que se presumió que en el Valle del Cauca se iba a convocar a elecciones atípicas por cuenta de la destitución de Juan Carlos Abadía, Delgado manifestó su interés por postularse a la gobernación. Entonces hizo un pacto con su principal contendor, Jorge Homero Giraldo para que este fuera el candidato de las elecciones atípicas con el respaldo de Delgado y que posteriormente Giraldo le diera su respaldo para las elecciones regionales de Valle del Cauca de 2011.
Debido a que las atípicas nunca se realizaron por decisión del Gobierno Nacional, este pacto se disolvió y ambos se presentaron como candidatos a las elecciones de 2011. dicha división derivó en que ambos candidatos perdieran las elecciones frente a Héctor Fabio Useche.Debido a que el Gobierno Nacional convocó a elecciones atípicas en el 2012, fue el candidato de la llamada 'Unidad Nacional'.
De los 3´139.172 vallecaucanos aptos para votar, sólo lo hicieron 609.296; para un abstencionismo mayor al 80%.

### Cargos públicos
Entre los cargos públicos ocupados por Ubeimar Delgado Blandón, se identifican:
| Cargo público                  | Partido político    | Fecha Inicio        | Fecha Fin               |
| Gobernador del Valle del Cauca | Partido Conservador | 6 de julio de 2012  | 31 de diciembre de 2015 |
| Senador de la República        | Partido Conservador | 20 de julio de 2006 | 19 de julio de 2010     |
| Representante a la Cámara      | Partido Conservador | 20 de julio de 2002 | 19 de julio de 2006     |
| Representante a la Cámara      | Partido Conservador | 20 de julio de 1998 | 19 de julio de 2002     |
| Concejal Cali, Valle           |                     | 1 de enero de 1995  | 31 de diciembre de 1997 |
| Concejal Cali, Valle           |                     | 1 de enero de 1992  | 31 de diciembre de 1994 |